# Banjararjo
Banjararjo is een bestuurslaag in het regentschap Kebumen van de provincie Midden-Java, Indonesië. Banjararjo telt 2280 inwoners (volkstelling 2010).